# A Ferencvárosi TC 1976–1977-es szezonja
A Ferencvárosi TC 1976–1977-es szezonja szócikk a Ferencvárosi TC első számú férfi labdarúgócsapatának egy szezonjáról szól, mely összességében és sorozatban a 76. idénye volt a csapatnak a magyar első osztályban. A klub fennállásának ekkor volt a 78. évfordulója.

## Mérkőzések
| Színmagyarázat | Színmagyarázat |
| -------------- | -------------- |
|                | Győzelem.      |
|                | Döntetlen.     |
|                | Vereség.       |

### BEK
1. forduló
| 1976. szeptember 15. |

| Ferencváros                                       | 5 – 1               | Jeunesse Esch                 |
| ------------------------------------------------- | ------------------- | ----------------------------- |
| Nyilasi 14' 23' Magyar 35' Onhausz 49' Ebedli 80' | (3 – 1) Jegyzőkönyv | Giuliani 11' 44' Da Grava 55' |

| Üllői út, Budapest Nézőszám: 12 000 |

| 1976. szeptember 29. |

| Jeunesse Esch  | 2 – 6               | Ferencváros                                                          |
| -------------- | ------------------- | -------------------------------------------------------------------- |
| Zwally 45' 46' | (1 – 3) Jegyzőkönyv | Nyilasi 2' 26' Pusztai 43' 89' Szabó II. 60' (11-esből) 62' Vépi 49' |

| Stade de la Frontière, Esch-sur-Alzette |

2. forduló
| 1976. október 20. 14:00 |

| Ferencváros | 1 – 0               | Dynamo Dresden |
| ----------- | ------------------- | -------------- |
| Onhausz 35' | (1 – 0) Jegyzőkönyv | Kotte 67'      |

| Üllői út, Budapest Nézőszám: 32 000 |

| 1976. november 3. 17:00 |

| Dynamo Dresden                               | 4 – 0               | Ferencváros |
| -------------------------------------------- | ------------------- | ----------- |
| Heidler 40' Schmuck 53' Riedel 62' Kotte 74' | (1 – 0) Jegyzőkönyv |             |

| Rudolf-Harbig-Stadion, Drezda Nézőszám: 33 000 |

### NB 1 1976–77

#### Őszi fordulók
| 1. forduló 1976. augusztus 20. |

| Rába ETO   | 1 – 1               | Ferencváros   |
| ---------- | ------------------- | ------------- |
| Pénzes 11' | (1 – 1) Jegyzőkönyv | Szabó II. 37' |

| Győr Nézőszám: 12 000 Játékvezető: Somlai Lajos (magyar) |

| 2. forduló 1976. augusztus 25. |

| Ferencváros             | 2 – 0               | Budapesti Honvéd |
| ----------------------- | ------------------- | ---------------- |
| Pusztai 23' Nyilasi 64' | (1 – 0) Jegyzőkönyv |                  |

| Népstadion, Budapest Nézőszám: 45 000 Játékvezető: Palotai Károly (magyar) |

| 3. forduló 1976. augusztus 28. |

| Dorogi Bányász | 0 – 3               | Ferencváros                |
| -------------- | ------------------- | -------------------------- |
|                | (0 – 3) Jegyzőkönyv | Nyilasi 8' Pusztai 36' 41' |

| Bányász stadion, Dorog Nézőszám: 14 000 Játékvezető: Bana Antal (magyar) |

| 4. forduló 1976. szeptember 1. |

| Ferencváros                              | 4 – 1               | MTK–VM     |
| ---------------------------------------- | ------------------- | ---------- |
| Magyar 45' Nyilasi 64' 71' Szabó II. 65' | (1 – 1) Jegyzőkönyv | Kunszt 20' |

| Népstadion, Budapest Nézőszám: 25 000 Játékvezető: Petri Sándor (magyar) |

| 5. forduló 1976. szeptember 4. |

| Vasas                 | 2 – 3               | Ferencváros                                  |
| --------------------- | ------------------- | -------------------------------------------- |
| Váradi 70' Kovács 85' | (0 – 1) Jegyzőkönyv | Komjáti 17' (öngól) Szabó II. 63' Ebedli 65' |

| Népstadion, Budapest Nézőszám: 42 000 Játékvezető: Müncz György (magyar) |

| 6. forduló 1976. szeptember 11. |

| Ferencváros                            | 4 – 0               | SZEOL AK |
| -------------------------------------- | ------------------- | -------- |
| Pusztai 23' Nyilasi 32' 58' Magyar 70' | (2 – 0) Jegyzőkönyv |          |

| Üllői út, Budapest Nézőszám: 14 000 Játékvezető: Nagy Béla (magyar) |

| 7. forduló 1976. szeptember 18. |

| Csepel SC | 0 – 5               | Ferencváros                                         |
| --------- | ------------------- | --------------------------------------------------- |
|           | (0 – 3) Jegyzőkönyv | Nyilasi 4' 62' Pusztai 23' Szabó II. 40' Bálint 55' |

| Népstadion, Budapest Nézőszám: 25 000 Játékvezető: Somlai Lajos (magyar) |

| 8. forduló 1976. szeptember 25. |

| Békéscsabai Előre SSC | 1 – 1               | Ferencváros |
| --------------------- | ------------------- | ----------- |
| Hajdú 73' (öngól)     | (0 – 1) Jegyzőkönyv | Rab 18'     |

| Kórház utcai stadion, Békéscsaba Nézőszám: 20 000 Játékvezető: Bana Antal (magyar) |

| 9. forduló 1976. október 2. |

| Ferencváros               | 3 – 0               | Újpesti Dózsa |
| ------------------------- | ------------------- | ------------- |
| Nyilasi 2' Pusztai 4' 42' | (3 – 0) Jegyzőkönyv |               |

| Népstadion, Budapest Nézőszám: 72 000 Játékvezető: Petri Sándor (magyar) |

| 10. forduló 1976. október 16. |

| Diósgyőr                | 3 – 2               | Ferencváros                 |
| ----------------------- | ------------------- | --------------------------- |
| Oláh 37' 47' Fekete 67' | (1 – 1) Jegyzőkönyv | Bálint 27' Ebedli 60' 90+2′ |

| DVTK-stadion, Miskolc Nézőszám: 25 000 Játékvezető: Müncz György (magyar) |

| 11. forduló 1976. október 23. |

| Tatabányai Bányász    | 1 – 1               | Ferencváros |
| --------------------- | ------------------- | ----------- |
| Halász 59' Juhász 56′ | (0 – 0) Jegyzőkönyv | Kelemen 81' |

| Városi Stadion, Tatabánya Nézőszám: 12 000 Játékvezető: Nagy Béla (magyar) |

| 12. forduló 1976. október 30. |

| Ferencváros              | 1 – 1               | Zalaegerszegi TE |
| ------------------------ | ------------------- | ---------------- |
| Ebedli 51' Szabó II. 65′ | (0 – 1) Jegyzőkönyv | Rácz 32'         |

| Üllői út, Budapest Nézőszám: 10 000 Játékvezető: Kőrös László (magyar) |

| 13. forduló 1976. november 7. |

| Haladás VSE   | 1 – 2               | Ferencváros        |
| ------------- | ------------------- | ------------------ |
| Horváth I. 8' | (1 – 0) Jegyzőkönyv | Ebedli 51' Vad 72' |

| Rohonci úti stadion, Szombathely Nézőszám: 22 000 Játékvezető: Petri Sándor (magyar) |

| 14. forduló 1976. november 13. |

| Ferencváros                                          | 5 – 2               | Salgótarjáni BTC      |
| ---------------------------------------------------- | ------------------- | --------------------- |
| Onhausz 17' Rab 18' Bálint 45' Vad 53' Szabó II. 70' | (3 – 1) Jegyzőkönyv | Répás 29' Horváth 88' |

| Üllői út, Budapest Nézőszám: 15 000 Játékvezető: Somlai Lajos (magyar) |

| 15. forduló 1976. november 20. |

| Ferencváros         | 2 – 0               | Kaposvári Rákóczi |
| ------------------- | ------------------- | ----------------- |
| Onhausz 22' Vad 43' | (2 – 0) Jegyzőkönyv |                   |

| Üllői út, Budapest Nézőszám: 10 000 Játékvezető: Tátrai László (magyar) |

| 16. forduló 1976. november 27. |

| Ferencváros                  | 3 – 1               | Dunaújvárosi Kohász |
| ---------------------------- | ------------------- | ------------------- |
| Mucha 47' Vad 73' Ebedli 90' | (0 – 0) Jegyzőkönyv | Judik 76'           |

| Üllői út, Budapest Nézőszám: 15 000 Játékvezető: Marton László (magyar) |

| 17. forduló 1976. december 4. |

| Videoton               | 2 – 0               | Ferencváros |
| ---------------------- | ------------------- | ----------- |
| Czeczeli 4' Tieber 45' | (2 – 0) Jegyzőkönyv |             |

| Sóstói Stadion, Székesfehérvár Nézőszám: 18 000 Játékvezető: Bana Antal (magyar) |

#### Tavaszi fordulók
| 18. forduló 1977. március 5. |

| Ferencváros            | 3 – 1               | Diósgyőr      |
| ---------------------- | ------------------- | ------------- |
| Vad 71' 87' Ebedli 84' | (0 – 0) Jegyzőkönyv | Borostyán 69' |

| Üllői út, Budapest Nézőszám: 20 000 Játékvezető: Palotai Károly (magyar) |

| 19. forduló 1977. március 12. |

| Ferencváros                            | 5 – 0               | Dorogi Bányász |
| -------------------------------------- | ------------------- | -------------- |
| Bálint 39' Vad 61' 77' Nyilasi 70' 83' | (1 – 0) Jegyzőkönyv |                |

| Üllői út, Budapest Nézőszám: 25 000 Játékvezető: Győri László (magyar) |

| 20. forduló 1977. március 19. |

| Kaposvári Rákóczi | 0 – 2               | Ferencváros            |
| ----------------- | ------------------- | ---------------------- |
|                   | (0 – 1) Jegyzőkönyv | Nyilasi 25' Pogány 68' |

| Rákóczi Stadion, Kaposvár Nézőszám: 20 000 Játékvezető: Müncz György (magyar) |

| 21. forduló 1977. március 23. |

| Ferencváros | 1 – 2               | Haladás VSE       |
| ----------- | ------------------- | ----------------- |
| Vad 74'     | (0 – 1) Jegyzőkönyv | Sebestyén 18' 61' |

| Üllői út, Budapest Nézőszám: 22 000 Játékvezető: Lauber Gyula (magyar) |

| 22. forduló 1977. március 30. |

| Salgótarjáni BTC | 1 – 1               | Ferencváros |
| ---------------- | ------------------- | ----------- |
| Horváth 23'      | (1 – 0) Jegyzőkönyv | Magyar 67'  |

| Salgótarján Nézőszám: 12 000 Játékvezető: Somlai Lajos (magyar) |

| 23. forduló 1977. április 2. |

| Zalaegerszegi TE | 1 – 1               | Ferencváros |
| ---------------- | ------------------- | ----------- |
| Soós 31'         | (1 – 0) Jegyzőkönyv | Vad 57'     |

| ZTE Stadion, Zalaegerszeg Nézőszám: 17 000 Játékvezető: Bana Antal (magyar) |

| 24. forduló 1977. április 9. |

| Ferencváros          | 2 – 1               | Rába ETO |
| -------------------- | ------------------- | -------- |
| Ebedli 4' Pogány 87' | (1 – 1) Jegyzőkönyv | Mile 31' |

| Üllői út, Budapest Nézőszám: 20 000 Játékvezető: Müncz György (magyar) |

| 25. forduló 1977. április 16. |

| SZEOL AK   | 1 – 1               | Ferencváros |
| ---------- | ------------------- | ----------- |
| Jerney 61' | (0 – 1) Jegyzőkönyv | Vad 9'      |

| Szeged Nézőszám: 15 000 Játékvezető: Tátrai László (magyar) |

| 26. forduló 1977. április 23. |

| Ferencváros | 1 – 4               | Vasas                               |
| ----------- | ------------------- | ----------------------------------- |
| Ebedli 88'  | (0 – 2) Jegyzőkönyv | Komjáti 13' Váradi 41' 59' Izsó 48' |

| Népstadion, Budapest Nézőszám: 70 000 Játékvezető: Palotai Károly (magyar) |

| 27. forduló 1977. május 4. |

| MTK–VM                 | 3 – 3               | Ferencváros            |
| ---------------------- | ------------------- | ---------------------- |
| Kiss 35' 48' Borsó 57' | (1 – 1) Jegyzőkönyv | Vad 18' Ebedli 86' 88' |

| Népstadion, Budapest Nézőszám: 20 000 Játékvezető: Bana Antal (magyar) |

| 28. forduló 1977. május 7. |

| Ferencváros              | 3 – 3               | Csepel SC                           |
| ------------------------ | ------------------- | ----------------------------------- |
| Mucha 27' 60' Bálint 49' | (1 – 1) Jegyzőkönyv | Somogyi 16' Ozsváth 80' Aszalai 86' |

| Népstadion, Budapest Nézőszám: 25 000 Játékvezető: Lauber Gyula (magyar) |

| 29. forduló 1977. május 11. |

| Ferencváros               | 3 – 2               | Békéscsabai Előre SSC |
| ------------------------- | ------------------- | --------------------- |
| Nyilasi 8' 68' Ebedli 44' | (2 – 1) Jegyzőkönyv | Pogács 33' 63'        |

| Üllői út, Budapest Nézőszám: 15 000 Játékvezető: Tátrai László (magyar) |

| 30. forduló 1977. május 21. |

| Újpesti Dózsa          | 2 – 1               | Ferencváros |
| ---------------------- | ------------------- | ----------- |
| Fekete 26' Fazekas 53' | (1 – 1) Jegyzőkönyv | Bálint 28'  |

| Népstadion, Budapest Nézőszám: 30 000 Játékvezető: Müncz György (magyar) |

| 31. forduló 1977. június 1. |

| Budapesti Honvéd | 0 – 2               | Ferencváros         |
| ---------------- | ------------------- | ------------------- |
|                  | (0 – 2) Jegyzőkönyv | Mucha 3' Magyar 17' |

| Népstadion, Budapest Nézőszám: 20 000 Játékvezető: Palotai Károly (magyar) |

| 32. forduló 1977. június 4. |

| Ferencváros             | 2 – 0               | Videoton |
| ----------------------- | ------------------- | -------- |
| Pusztai 29' Nyilasi 88' | (1 – 0) Jegyzőkönyv |          |

| Üllői út, Budapest Nézőszám: 12 000 Játékvezető: Lauber Gyula (magyar) |

| 33. forduló 1977. június 8. |

| Dunaújvárosi Kohász    | 2 – 2               | Ferencváros            |
| ---------------------- | ------------------- | ---------------------- |
| Szepessy 55' Szűcs 76' | (0 – 2) Jegyzőkönyv | Pogány 37' Nyilasi 40' |

| Dunaújváros Nézőszám: 8 000 Játékvezető: Pádár László (magyar) |

| 34. forduló 1977. június 11. |

| Ferencváros                      | 3 – 3               | Tatabányai Bányász             |
| -------------------------------- | ------------------- | ------------------------------ |
| Magyar 18' Pogány 24' Takács 66' | (2 – 2) Jegyzőkönyv | Hegyi 31' Csapó 37' Juhász 76' |

| Üllői út, Budapest Nézőszám: 8 000 Játékvezető: Mohácsi Lajos (magyar) |

#### A bajnokság végeredménye
| #  | Csapat                | J  | Gy | D  | V  | Rg  | Kg | Gk  | P  | Megjegyzés                      |
| -- | --------------------- | -- | -- | -- | -- | --- | -- | --- | -- | ------------------------------- |
| 1  | Vasas SC              | 34 | 25 | 3  | 6  | 100 | 45 | +55 | 53 | Bajnok, 1977–1978-as BEK        |
| 2  | Újpesti Dózsa         | 34 | 22 | 6  | 6  | 88  | 47 | +41 | 50 | 1977–1978-as UEFA-kupa          |
| 3  | Ferencváros           | 34 | 18 | 11 | 5  | 78  | 42 | +36 | 47 | 1977–1978-as UEFA-kupa          |
| 4  | Bp. Honvéd SE         | 34 | 19 | 8  | 7  | 62  | 43 | +19 | 46 | 1977–1978-as közép-európai kupa |
| 5  | Haladás VSE           | 34 | 14 | 8  | 12 | 53  | 49 | +4  | 36 |                                 |
| 6  | Videoton              | 34 | 14 | 7  | 13 | 60  | 46 | +14 | 35 |                                 |
| 7  | Rába ETO              | 34 | 15 | 5  | 14 | 51  | 46 | +5  | 35 |                                 |
| 8  | MTK-VM                | 34 | 15 | 5  | 14 | 56  | 53 | +3  | 35 |                                 |
| 9  | Tatabányai Bányász SC | 34 | 15 | 3  | 16 | 58  | 56 | +2  | 33 |                                 |
| 10 | Diósgyőri VTK         | 34 | 13 | 6  | 15 | 40  | 52 | -12 | 32 | 1977–1978-as KEK                |
| 11 | Zalaegerszegi TE      | 34 | 12 | 7  | 15 | 47  | 47 | 0   | 31 |                                 |
| 12 | Szegedi EOL AK        | 34 | 11 | 8  | 15 | 39  | 64 | -25 | 30 |                                 |
| 13 | Békéscsabai Előre SSC | 34 | 9  | 10 | 15 | 40  | 57 | -17 | 28 |                                 |
| 14 | Kaposvári Rákóczi     | 34 | 9  | 9  | 16 | 39  | 45 | -6  | 27 |                                 |
| 15 | Dunaújvárosi Kohász   | 34 | 9  | 9  | 16 | 37  | 60 | -23 | 27 |                                 |
| 16 | Csepel SC             | 34 | 8  | 10 | 16 | 45  | 59 | -14 | 26 |                                 |
| 17 | Salgótarjáni BTC      | 34 | 10 | 5  | 19 | 42  | 77 | -35 | 25 | Kiestek az NB II-be             |
| 18 | Dorogi Bányász        | 34 | 5  | 6  | 23 | 28  | 75 | -47 | 16 | Kiestek az NB II-be             |

#### Eredmények összesítése
Az alábbi táblázatban összesítve szerepelnek a Ferencvárosi TC 1976/77-es bajnokságban elért eredményei.
| Ősz/tavasz (forduló)    | Otthon | Otthon | Otthon | Otthon | Otthon | Otthon | Otthon | Idegenben | Idegenben | Idegenben | Idegenben | Idegenben | Idegenben | Idegenben |
| Ősz/tavasz (forduló)    | M      | GY     | D      | V      | LG–KG  | GK     | P      | M         | GY        | D         | V         | LG–KG     | GK        | P         |
| ----------------------- | ------ | ------ | ------ | ------ | ------ | ------ | ------ | --------- | --------- | --------- | --------- | --------- | --------- | --------- |
| Őszi szezon (1–17.)     | 8      | 7      | 1      | 0      | 24–5   | +19    | 15     | 9         | 4         | 3         | 2         | 18–11     | +7        | 11        |
| Tavaszi szezon (18–34.) | 9      | 5      | 2      | 2      | 23–16  | +7     | 12     | 8         | 2         | 5         | 1         | 13–10     | +3        | 9         |
| Összesen (1–34.)        | 17     | 12     | 3      | 2      | 47–21  | +26    | 27     | 17        | 6         | 8         | 3         | 31–21     | +10       | 20        |

### Magyar kupa
| 1976. október 27. |

| Lehel | 1 – 1       | Ferencváros |
| ----- | ----------- | ----------- |
|       | Jegyzőkönyv | Kelemen     |

| Jászberény |

| 1976. november 17. |

| Ferencváros                    | 8 – 1       | Lehel |
| ------------------------------ | ----------- | ----- |
| Magyar Mucha Ebedli Martos Vad | Jegyzőkönyv |       |

| Üllői út, Budapest |

| 1976. december 1. |

| Ferencváros                                    | 8 – 0       | Volán Szállítók |
| ---------------------------------------------- | ----------- | --------------- |
| Onhausz Pusztai Kékesi Vad Mucha Magyar Bálint | Jegyzőkönyv |                 |

| Üllői út, Budapest |

| 1976. december 8. |

| Volán Szállítók | 1 – 4       | Ferencváros                  |
| --------------- | ----------- | ---------------------------- |
|                 | Jegyzőkönyv | Pusztai Ebedli Vad Szabó II. |

| Czabán Samu tér, Budapest |

Elődöntő (I. csoport)
| 1976. december 11. |

| Salgótarjáni BTC | 0 – 3       | Ferencváros     |
| ---------------- | ----------- | --------------- |
|                  | Jegyzőkönyv | Pusztai Mészöly |

| Salgótarján |

| 1976. december 15. |

| Ferencváros | 0 – 2       | MTK–VM |
| ----------- | ----------- | ------ |
|             | Jegyzőkönyv |        |

| Üllői út, Budapest |

| 1976. december 18. |

| MTK–VM | 0 – 3       | Ferencváros           |
| ------ | ----------- | --------------------- |
|        | Jegyzőkönyv | Megyesi Nérey Pusztai |

| Hungária körút, Budapest |

| 1976. december 22. |

| Ferencváros | 1 – 0       | Salgótarjáni BTC |
| ----------- | ----------- | ---------------- |
| Pusztai     | Jegyzőkönyv |                  |

| Üllői út, Budapest |

| 1977. január 30. |

| Ferencváros     | 3 – 0       | Pécsi MSC |
| --------------- | ----------- | --------- |
| Pusztai Nyilasi | Jegyzőkönyv |           |

| Budapest |

| 1977. március 9. |

| Pécsi MSC | 2 – 2       | Ferencváros |
| --------- | ----------- | ----------- |
|           | Jegyzőkönyv | Ebedli Vad  |

| PMFC Stadion, Pécs |

Az I. csoport végeredménye
| Csapat           | M | Gy | D | V | Lg | Kg | Gk | P |
| ---------------- | - | -- | - | - | -- | -- | -- | - |
| Ferencváros      | 6 | 4  | 1 | 1 | 12 | 4  | +8 | 9 |
| MTK-VM           | 6 | 4  | 0 | 2 | 16 | 7  | +9 | 8 |
| Pécsi MSC        | 6 | 1  | 2 | 3 | 8  | 16 | -8 | 4 |
| Salgótarjáni BTC | 6 | 1  | 1 | 4 | 6  | 15 | -9 | 3 |

Döntő
| 1977. április 6. |

| Ferencváros    | 3 – 2       | Újpest |
| -------------- | ----------- | ------ |
| Pogány Nyilasi | Jegyzőkönyv |        |

| Szolnok |

| 1977. június 13. |

| Vasas | 5 – 0       | Ferencváros |
| ----- | ----------- | ----------- |
|       | Jegyzőkönyv |             |

| Veszprém |

| 1977. június 15. |

| Ferencváros    | 3 – 0       | Diósgyőr |
| -------------- | ----------- | -------- |
| Magyar Mészöly | Jegyzőkönyv |          |

| Eger |

A döntő végeredménye
| Csapat        | M | Gy | D | V | Lg | Kg | Gk | P |
| ------------- | - | -- | - | - | -- | -- | -- | - |
| Diósgyőr      | 3 | 2  | 0 | 1 | 5  | 4  | +1 | 4 |
| Ferencváros   | 3 | 2  | 0 | 1 | 6  | 7  | -1 | 4 |
| Vasas         | 3 | 1  | 0 | 2 | 8  | 6  | +2 | 2 |
| Újpesti Dózsa | 3 | 1  | 0 | 2 | 8  | 10 | -2 | 2 |

### Egyéb mérkőzések
| 1976. augusztus 7. |

| Rába ETO | 2 – 1       | Ferencváros |
| -------- | ----------- | ----------- |
|          | Jegyzőkönyv | Pusztai     |

| Komárom |

| 1976. augusztus 8. |

| MTK–VM | 0 – 2       | Ferencváros |
| ------ | ----------- | ----------- |
|        | Jegyzőkönyv | Nyilasi     |

| Siófok |

| 1976. augusztus 10. |

| Budapesti Honvéd | 5 – 1       | Ferencváros |
| ---------------- | ----------- | ----------- |
|                  | Jegyzőkönyv | Vad         |

| Kecskemét |

| 1976. augusztus 12. |

| Vasas | 2 – 1       | Ferencváros |
| ----- | ----------- | ----------- |
|       | Jegyzőkönyv | Magyar      |

| Veszprém |

| 1976. augusztus 14. |

| Crvena zvezda | 2 – 0       | Ferencváros |
| ------------- | ----------- | ----------- |
|               | Jegyzőkönyv |             |

| Belgrád |

| 1976. augusztus 15. |

| Videoton | 3 – 2       | Ferencváros       |
| -------- | ----------- | ----------------- |
|          | Jegyzőkönyv | Pusztai Szabó II. |

| Újvidék |

| 1977. június 18. |

| Benfica | 1 – 1       | Ferencváros |
| ------- | ----------- | ----------- |
|         | Jegyzőkönyv | Mucha       |

| Badajoz |

- Tizenegyesekkel (4 – 5) a Ferencváros nyert.

| 1977. június 19. |

| FC Barcelona | 3 – 0       | Ferencváros |
| ------------ | ----------- | ----------- |
|              | Jegyzőkönyv |             |

| Badajoz |

| 1977. június 21. |

| Paris Saint-Germain | 2 – 2       | Ferencváros |
| ------------------- | ----------- | ----------- |
|                     | Jegyzőkönyv | Nyilasi     |

| Párizs |

- Tizenegyesekkel (2 – 4) a Ferencváros nyert.

| 1977. június 23. |

| Anderlecht | 4 – 1       | Ferencváros |
| ---------- | ----------- | ----------- |
|            | Jegyzőkönyv | Magyar      |

| Párizs |

## Külső hivatkozások
- A csapat hivatalos honlapja (magyarul)
- Az 1976–77-es szezon menetrendje a tempofradi.hu-n (magyarul)